# Liste der Nummer-eins-Hits in den britischen Charts (2022)
Dies ist eine Liste der Nummer-eins-Hits in den britischen Charts im Jahr 2022. Sie basiert auf den Official Singles Chart Top 100 und den Albums Chart Top 100, die von der Official Charts Company ermittelt werden.
Die britischen Charts werden unmittelbar nach Ende der Verkaufswoche veröffentlicht und gelten für die der Verkaufswoche folgende Woche. Ausgabedatum ist der letzte Tag der Woche, also der Donnerstag eine Woche nach Ende der Verkaufswoche.

## Singles
| ← 2021 ← | Liste der Nummer-eins-Hits in den britischen Charts | Liste der Nummer-eins-Hits in den britischen Charts                                       | Liste der Nummer-eins-Hits in den britischen Charts | 2023 → |
| \| Zeitraum \| Wo. ges. \| Interpret \| Titel Autor(en) \| Zusätzliche Informationen \| \| (Zeitraum, Wochen auf Platz eins, Interpret, Titel, Autor[en], zusätzliche Informationen) \| \| \| \| \| \| ----------------------------------------------------------------------------------------- \| -------- \| ----------------------------------------------------------------------------------------- \| ----------------------------------------------------------------------------------------------------------------------------------------------------------- \| --------------------------------------------------------------------------------------------------------------------------------------------------------------------------------------------------------------------------------------------------------------------------------------------------------------------------------------------------------------------------------------------------------------------------------------------------------------------------------------------------------------------------------------------------------------- \| \| 31. Dezember 2021 – 6. Januar 2022 1 Woche (insgesamt 3) \| 3 \| Elton John & Ed Sheeran \| Merry Christmas Edward Christopher Sheeran, Elton John \| – \| \| 7. Januar 2022 – 13. Januar 2022 1 Woche (insgesamt 8) \| 8 \| Adele \| Easy on Me Gregory Allen Kurstin, Adele Laurie Blue Adkins \| – \| \| 14. Januar 2022 – 20. Januar 2022 1 Woche \| 1 \| Gayle \| Abcdefu Sara Elizabeth Davis, David Bruce Pittenger, Taylor Gayle Rutherfurd \| – \| \| 21. Januar 2022 – 10. März 2022 7 Wochen \| 7 \| Adassa, Stephanie Beatriz, Mauro Castillo, Rhenzy Feliz, Carolina Gaitán & Diane Guerrero \| We Don’t Talk About Bruno Lin-Manuel Miranda \| – \| \| 11. März 2022 – 7. April 2022 4 Wochen \| 4 \| Dave \| Starlight David Orobosa Omoregie, Joseph Kier Gordon Caleb, Howard Joseph Gustafson \| – \| \| 8. April 2022 – 16. Juni 2022 10 Wochen \| 10 \| Harry Styles \| As It Was Harry Edward Styles, Thomas Edward Percy Hull, Tyler Sam Johnson \| – \| \| 17. Juni 2022 – 7. Juli 2022 3 Wochen \| 3 \| Kate Bush \| Running Up That Hill (A Deal with God) Kate Bush \| Nach seiner ursprünglichen Veröffentlichung im Jahr 1985 gelang dem Lied mit Platz 3 seine Höchstplatzierung; durch Verwendung in Stranger Things erreichte das Lied 37 Jahre nach Erstveröffentlichung Rang eins, was den längsten Anlauf eines Liedes bis an die Chartspitze bedeutete. Zudem bedeutete es mit 44 Jahren den längsten Zeitraum zwischen zwei Nummer-eins-Hits eines Künstlers. Für Kate Bush ist es die dritte Nummer-eins in den britischen Singlecharts. Mit 63 Jahren ist sie die älteste Künstlerin, die die britischen Charts toppte.[1] \| \| 8. Juli 2022 – 1. September 2022 8 Wochen \| 8 \| LF System \| Afraid to Feel Charles B. Simmons, Joseph Banks Jefferson, Richard William Roebuck, Sean Finnigan, Conner Larkman \| – \| \| 2. September 2022 – 15. September 2022 2 Wochen \| 2 \| Eliza Rose & Interplanetary Criminal \| B.O.T.A. (Baddest of Them All) Zachary Kevin Bruce Jr., Robert Manuel Clivillés, David Bryon Cole, Randy Duran Ramos, Alan R. Friedman, Eliza Rose Creese \| – \| \| 16. September 2022 – 22. September 2022 1 Woche \| 1 \| Lewis Capaldi \| Forget Me Lewis Marc Capaldi, Peter Norman Cullen Kelleher, Benjamin Alexander Kohn, Thomas Andrew Searle Barnes, Philip John Plested, Michael Ross Pollack \| – \| \| 23. September 2022 – 29. September 2022 1 Woche \| 1 \| David Guetta & Bebe Rexha \| I’m Good (Blue) Bleta Rexha, Pierre David Guetta, Camille Angelina Purcell, Massimo Gabutti, Maurizio Lobina, Gianfranco Randone, Philip John Plested \| – \| \| 30. September 2022 – 27. Oktober 2022 4 Wochen \| 4 \| Sam Smith feat. Kim Petras \| Unholy Samuel Frederick Smith, Omer Fedi, James John Napier, Kim Petras, Ilya Salmanzadeh, Henry Russell Walter, Blake Slatkin \| – \| \| 28. Oktober 2022 – 8. Dezember 2022 6 Wochen \| 6 \| Taylor Swift \| Anti-Hero Taylor Alison Swift, Jack Michael Antonoff \| – \| \| 9. Dezember 2022 – 15. Dezember 2022 1 Woche (insgesamt 3) \| 3 \| Mariah Carey \| All I Want for Christmas Is You Mariah Carey, Walter Afanasieff \| – \| \| 16. Dezember 2022 – 22. Dezember 2022 1 Woche (insgesamt 10) \| 10 \| Wham! \| Last Christmas George Michael \| – \| \| 23. Dezember 2022 – 29. Dezember 2022 1 Woche \| 1 \| LadBaby \| Food Aid Bob Geldof, Midge Ure \| – \| \| 30. Dezember 2022 – 5. Januar 2023 1 Woche (insgesamt 10) \| 10 \| Wham! \| Last Christmas George Michael \| – \| |                                                     |                                                                                           | | |
| ← 2021 |                                                     |                                                                                           | | → 2023 → |
| Zeitraum | Wo. ges.                                            | Interpret                                                                                 | Titel Autor(en) | Zusätzliche Informationen |
| (Zeitraum, Wochen auf Platz eins, Interpret, Titel, Autor[en], zusätzliche Informationen) |                                                     |                                                                                           | | |
| 31. Dezember 2021 – 6. Januar 2022 1 Woche (insgesamt 3) | 3                                                   | Elton John & Ed Sheeran                                                                   | Merry Christmas Edward Christopher Sheeran, Elton John | – |
| 7. Januar 2022 – 13. Januar 2022 1 Woche (insgesamt 8) | 8                                                   | Adele                                                                                     | Easy on Me Gregory Allen Kurstin, Adele Laurie Blue Adkins                                                                                                  | – |
| 14. Januar 2022 – 20. Januar 2022 1 Woche | 1                                                   | Gayle                                                                                     | Abcdefu Sara Elizabeth Davis, David Bruce Pittenger, Taylor Gayle Rutherfurd                                                                                | – |
| 21. Januar 2022 – 10. März 2022 7 Wochen | 7                                                   | Adassa, Stephanie Beatriz, Mauro Castillo, Rhenzy Feliz, Carolina Gaitán & Diane Guerrero | We Don’t Talk About Bruno Lin-Manuel Miranda | – |
| 11. März 2022 – 7. April 2022 4 Wochen | 4                                                   | Dave                                                                                      | Starlight David Orobosa Omoregie, Joseph Kier Gordon Caleb, Howard Joseph Gustafson                                                                         | – |
| 8. April 2022 – 16. Juni 2022 10 Wochen | 10                                                  | Harry Styles                                                                              | As It Was Harry Edward Styles, Thomas Edward Percy Hull, Tyler Sam Johnson                                                                                  | – |
| 17. Juni 2022 – 7. Juli 2022 3 Wochen | 3                                                   | Kate Bush                                                                                 | Running Up That Hill (A Deal with God) Kate Bush | Nach seiner ursprünglichen Veröffentlichung im Jahr 1985 gelang dem Lied mit Platz 3 seine Höchstplatzierung; durch Verwendung in Stranger Things erreichte das Lied 37 Jahre nach Erstveröffentlichung Rang eins, was den längsten Anlauf eines Liedes bis an die Chartspitze bedeutete. Zudem bedeutete es mit 44 Jahren den längsten Zeitraum zwischen zwei Nummer-eins-Hits eines Künstlers. Für Kate Bush ist es die dritte Nummer-eins in den britischen Singlecharts. Mit 63 Jahren ist sie die älteste Künstlerin, die die britischen Charts toppte. |
| 8. Juli 2022 – 1. September 2022 8 Wochen | 8                                                   | LF System                                                                                 | Afraid to Feel Charles B. Simmons, Joseph Banks Jefferson, Richard William Roebuck, Sean Finnigan, Conner Larkman                                           | – |
| 2. September 2022 – 15. September 2022 2 Wochen | 2                                                   | Eliza Rose & Interplanetary Criminal                                                      | B.O.T.A. (Baddest of Them All) Zachary Kevin Bruce Jr., Robert Manuel Clivillés, David Bryon Cole, Randy Duran Ramos, Alan R. Friedman, Eliza Rose Creese   | – |
| 16. September 2022 – 22. September 2022 1 Woche | 1                                                   | Lewis Capaldi                                                                             | Forget Me Lewis Marc Capaldi, Peter Norman Cullen Kelleher, Benjamin Alexander Kohn, Thomas Andrew Searle Barnes, Philip John Plested, Michael Ross Pollack | – |
| 23. September 2022 – 29. September 2022 1 Woche | 1                                                   | David Guetta & Bebe Rexha                                                                 | I’m Good (Blue) Bleta Rexha, Pierre David Guetta, Camille Angelina Purcell, Massimo Gabutti, Maurizio Lobina, Gianfranco Randone, Philip John Plested       | – |
| 30. September 2022 – 27. Oktober 2022 4 Wochen | 4                                                   | Sam Smith feat. Kim Petras                                                                | Unholy Samuel Frederick Smith, Omer Fedi, James John Napier, Kim Petras, Ilya Salmanzadeh, Henry Russell Walter, Blake Slatkin                              | – |
| 28. Oktober 2022 – 8. Dezember 2022 6 Wochen | 6                                                   | Taylor Swift                                                                              | Anti-Hero Taylor Alison Swift, Jack Michael Antonoff | – |
| 9. Dezember 2022 – 15. Dezember 2022 1 Woche (insgesamt 3) | 3                                                   | Mariah Carey                                                                              | All I Want for Christmas Is You Mariah Carey, Walter Afanasieff                                                                                             | – |
| 16. Dezember 2022 – 22. Dezember 2022 1 Woche (insgesamt 10) | 10                                                  | Wham!                                                                                     | Last Christmas George Michael | – |
| 23. Dezember 2022 – 29. Dezember 2022 1 Woche | 1                                                   | LadBaby                                                                                   | Food Aid Bob Geldof, Midge Ure | – |
| 30. Dezember 2022 – 5. Januar 2023 1 Woche (insgesamt 10) | 10                                                  | Wham!                                                                                     | Last Christmas George Michael | – |

## Alben
| ← 2021 ← | Liste der Nummer-eins-Hits in den britischen Charts | Liste der Nummer-eins-Hits in den britischen Charts | Liste der Nummer-eins-Hits in den britischen Charts | 2023 → |
| \| Zeitraum \| Wo. ges. \| Interpret \| Titel \| Zusätzliche Informationen \| \| (Zeitraum, Wochen auf Platz eins, Interpret, Titel, zusätzliche Informationen) \| \| \| \| \| \| ------------------------------------------------------------------------------ \| -------- \| --------------------------- \| --------------------------------- \| ---------------------------------------------------------------------------------------------------------------------------------------------------------------------------------------------------------- \| \| 31. Dezember 2021 – 13. Januar 2022 2 Wochen (insgesamt 4) \| 4 \| Ed Sheeran \| = \| – \| \| 14. Januar 2022 – 20. Januar 2022 1 Woche \| 1 \| The Weeknd \| Dawn FM \| – \| \| 21. Januar 2022 – 27. Januar 2022 1 Woche \| 1 \| The Wombats \| Fix Yourself, Not the World \| – \| \| 28. Januar 2022 – 3. Februar 2022 1 Woche \| 1 \| Years & Years \| Night Call \| – \| \| 4. Februar 2022 – 10. Februar 2022 1 Woche \| 1 \| Don Broco \| Amazing Things \| Das Album erschien ursprünglich am 22. Oktober 2021, allerdings nur in digitaler Form. Erst am 28. Januar 2022 erschien das Album in physischer Form und brachte der Band ihr erstes Nummer-eins-Album.[2] \| \| 11. Februar 2022 – 17. Februar 2022 1 Woche \| 1 \| Bastille \| Give Me the Future \| – \| \| 18. Februar 2022 – 24. Februar 2022 1 Woche \| 1 \| Frank Turner \| FTHC \| – \| \| 25. Februar 2022 – 3. März 2022 1 Woche (insgesamt 4) \| 4 \| Ed Sheeran \| = \| – \| \| 4. März 2022 – 10. März 2022 1 Woche \| 1 \| Central Cee \| 23 \| – \| \| 11. März 2022 – 17. März 2022 1 Woche \| 1 \| Stereophonics \| Oochya! \| – \| \| 18. März 2022 – 24. März 2022 1 Woche \| 1 \| Rex Orange County \| Who Cares? \| – \| \| 25. März 2022 – 31. März 2022 1 Woche \| 1 \| Charli XCX \| Crash \| – \| \| 1. April 2022 – 7. April 2022 1 Woche \| 1 \| Michael Bublé \| Higher \| – \| \| 8. April 2022 – 14. April 2022 1 Woche \| 1 \| Red Hot Chili Peppers \| Unlimited Love \| – \| \| 15. April 2022 – 21. April 2022 1 Woche \| 1 \| Wet Leg \| Wet Leg \| – \| \| 22. April 2022 – 28. April 2022 1 Woche \| 1 \| Digga D \| Noughty by Nature \| – \| \| 29. April 2022 – 5. Mai 2022 1 Woche \| 1 \| Fontaines D. C. \| Skinty Fia \| Die irische Post-Punk-Band schaffte es mit ihrem dritten Album erstmals auf Platz eins. \| \| 6. Mai 2022 – 12. Mai 2022 1 Woche \| 1 \| Blossoms \| Ribbon Around the Bomb \| – \| \| 13. Mai 2022 – 19. Mai 2022 1 Woche \| 1 \| Arcade Fire \| We \| – \| \| 20. Mai 2022 – 26. Mai 2022 1 Woche \| 1 \| Florence + the Machine \| Dance Fever \| – \| \| 27. Mai 2022 – 2. Juni 2022 1 Woche (insgesamt 6) \| 6 \| Harry Styles \| Harry’s House \| – \| \| 3. Juni 2022 – 9. Juni 2022 1 Woche \| 1 \| Liam Gallagher \| C’mon You Know \| – \| \| 10. Juni 2022 – 16. Juni 2022 1 Woche (insgesamt 6) \| 6 \| Harry Styles \| Harry’s House \| – \| \| 17. Juni 2022 – 23. Juni 2022 1 Woche \| 1 \| George Ezra \| Gold Rush Kid \| – \| \| 24. Juni 2022 – 7. Juli 2022 2 Wochen (insgesamt 6) \| 6 \| Harry Styles \| Harry’s House \| – \| \| 8. Juli 2022 – 14. Juli 2022 1 Woche \| 1 \| Paolo Nutini \| Last Night in the Bittersweet \| – \| \| 15. Juli 2022 – 28. Juli 2022 2 Wochen (insgesamt 6) \| 6 \| Harry Styles \| Harry’s House \| – \| \| 29. Juli 2022 – 4. August 2022 1 Woche \| 1 \| Jamie T \| The Theory of Whatever \| – \| \| 5. August 2022 – 18. August 2022 2 Wochen \| 2 \| Beyoncé \| Renaissance \| – \| \| 19. August 2022 – 25. August 2022 1 Woche \| 1 \| Kasabian \| The Alchemist’s Euphoria \| – \| \| 26. August 2022 – 1. September 2022 1 Woche \| 1 \| Steps \| Platinum Collection \| – \| \| 2. September 2022 – 8. September 2022 1 Woche \| 1 \| Muse \| Will of the People \| – \| \| 9. September 2022 – 15. September 2022 1 Woche \| 1 \| Yungblud \| Yungblud \| – \| \| 16. September 2022 – 22. September 2022 1 Woche \| 1 \| Robbie Williams \| XXV \| – \| \| 23. September 2022 – 29. September 2022 1 Woche \| 1 \| Blackpink \| Born Pink \| – \| \| 30. September 2022 – 6. Oktober 2022 1 Woche \| 1 \| 5 Seconds of Summer \| 5SOS5 \| – \| \| 7. Oktober 2022 – 13. Oktober 2022 1 Woche \| 1 \| Slipknot \| The End, So Far \| – \| \| 14. Oktober 2022 – 20. Oktober 2022 1 Woche \| 1 \| Paul Heaton & Jacqui Abbott \| N.K-Pop \| – \| \| 21. Oktober 2022 – 27. Oktober 2022 1 Woche \| 1 \| The 1975 \| Being Funny in a Foreign Language \| – \| \| 28. Oktober 2022 – 10. November 2022 2 Wochen (insgesamt 5) \| 5 \| Taylor Swift \| Midnights \| – \| \| 11. November 2022 – 17. November 2022 1 Woche \| 1 \| Drake & 21 Savage \| Her Loss \| – \| \| 18. November 2022 – 24. November 2022 1 Woche \| 1 \| Louis Tomlinson \| Faith in the Future \| – \| \| 25. November 2022 – 1. Dezember 2022 1 Woche \| 1 \| Dermot Kennedy \| Sonder \| – \| \| 2. Dezember 2022 – 8. Dezember 2022 1 Woche \| 1 \| Stormzy \| This Is What I Mean \| – \| \| 9. Dezember 2022 – 15. Dezember 2022 1 Woche \| 1 \| Olly Murs \| Marry Me \| – \| \| 16. Dezember 2022 – 22. Dezember 2022 1 Woche \| 1 \| Sam Ryder \| There’s Nothing but Space, Man! \| – \| \| 23. Dezember 2022 – 29. Dezember 2022 1 Woche (insgesamt 5) \| 5 \| Taylor Swift \| Midnights \| – \| \| 30. Dezember 2022 – 5. Januar 2023 1 Woche (insgesamt 7) \| 7 \| Michael Bublé \| Christmas \| – \| |                                                     |                                                     |                                                     | |
| ← 2021 |                                                     |                                                     |                                                     | → 2023 → |
| Zeitraum | Wo. ges.                                            | Interpret                                           | Titel                                               | Zusätzliche Informationen |
| (Zeitraum, Wochen auf Platz eins, Interpret, Titel, zusätzliche Informationen) |                                                     |                                                     |                                                     | |
| 31. Dezember 2021 – 13. Januar 2022 2 Wochen (insgesamt 4) | 4                                                   | Ed Sheeran                                          | =                                                   | – |
| 14. Januar 2022 – 20. Januar 2022 1 Woche | 1                                                   | The Weeknd                                          | Dawn FM                                             | – |
| 21. Januar 2022 – 27. Januar 2022 1 Woche | 1                                                   | The Wombats                                         | Fix Yourself, Not the World                         | – |
| 28. Januar 2022 – 3. Februar 2022 1 Woche | 1                                                   | Years & Years                                       | Night Call                                          | – |
| 4. Februar 2022 – 10. Februar 2022 1 Woche | 1                                                   | Don Broco                                           | Amazing Things                                      | Das Album erschien ursprünglich am 22. Oktober 2021, allerdings nur in digitaler Form. Erst am 28. Januar 2022 erschien das Album in physischer Form und brachte der Band ihr erstes Nummer-eins-Album. |
| 11. Februar 2022 – 17. Februar 2022 1 Woche | 1                                                   | Bastille                                            | Give Me the Future                                  | – |
| 18. Februar 2022 – 24. Februar 2022 1 Woche | 1                                                   | Frank Turner                                        | FTHC                                                | – |
| 25. Februar 2022 – 3. März 2022 1 Woche (insgesamt 4) | 4                                                   | Ed Sheeran                                          | =                                                   | – |
| 4. März 2022 – 10. März 2022 1 Woche | 1                                                   | Central Cee                                         | 23                                                  | – |
| 11. März 2022 – 17. März 2022 1 Woche | 1                                                   | Stereophonics                                       | Oochya!                                             | – |
| 18. März 2022 – 24. März 2022 1 Woche | 1                                                   | Rex Orange County                                   | Who Cares?                                          | – |
| 25. März 2022 – 31. März 2022 1 Woche | 1                                                   | Charli XCX                                          | Crash                                               | – |
| 1. April 2022 – 7. April 2022 1 Woche | 1                                                   | Michael Bublé                                       | Higher                                              | – |
| 8. April 2022 – 14. April 2022 1 Woche | 1                                                   | Red Hot Chili Peppers                               | Unlimited Love                                      | – |
| 15. April 2022 – 21. April 2022 1 Woche | 1                                                   | Wet Leg                                             | Wet Leg                                             | – |
| 22. April 2022 – 28. April 2022 1 Woche | 1                                                   | Digga D                                             | Noughty by Nature                                   | – |
| 29. April 2022 – 5. Mai 2022 1 Woche | 1                                                   | Fontaines D. C.                                     | Skinty Fia                                          | Die irische Post-Punk-Band schaffte es mit ihrem dritten Album erstmals auf Platz eins. |
| 6. Mai 2022 – 12. Mai 2022 1 Woche | 1                                                   | Blossoms                                            | Ribbon Around the Bomb                              | – |
| 13. Mai 2022 – 19. Mai 2022 1 Woche | 1                                                   | Arcade Fire                                         | We                                                  | – |
| 20. Mai 2022 – 26. Mai 2022 1 Woche | 1                                                   | Florence + the Machine                              | Dance Fever                                         | – |
| 27. Mai 2022 – 2. Juni 2022 1 Woche (insgesamt 6) | 6                                                   | Harry Styles                                        | Harry’s House                                       | – |
| 3. Juni 2022 – 9. Juni 2022 1 Woche | 1                                                   | Liam Gallagher                                      | C’mon You Know                                      | – |
| 10. Juni 2022 – 16. Juni 2022 1 Woche (insgesamt 6) | 6                                                   | Harry Styles                                        | Harry’s House                                       | – |
| 17. Juni 2022 – 23. Juni 2022 1 Woche | 1                                                   | George Ezra                                         | Gold Rush Kid                                       | – |
| 24. Juni 2022 – 7. Juli 2022 2 Wochen (insgesamt 6) | 6                                                   | Harry Styles                                        | Harry’s House                                       | – |
| 8. Juli 2022 – 14. Juli 2022 1 Woche | 1                                                   | Paolo Nutini                                        | Last Night in the Bittersweet                       | – |
| 15. Juli 2022 – 28. Juli 2022 2 Wochen (insgesamt 6) | 6                                                   | Harry Styles                                        | Harry’s House                                       | – |
| 29. Juli 2022 – 4. August 2022 1 Woche | 1                                                   | Jamie T                                             | The Theory of Whatever                              | – |
| 5. August 2022 – 18. August 2022 2 Wochen | 2                                                   | Beyoncé                                             | Renaissance                                         | – |
| 19. August 2022 – 25. August 2022 1 Woche | 1                                                   | Kasabian                                            | The Alchemist’s Euphoria                            | – |
| 26. August 2022 – 1. September 2022 1 Woche | 1                                                   | Steps                                               | Platinum Collection                                 | – |
| 2. September 2022 – 8. September 2022 1 Woche | 1                                                   | Muse                                                | Will of the People                                  | – |
| 9. September 2022 – 15. September 2022 1 Woche | 1                                                   | Yungblud                                            | Yungblud                                            | – |
| 16. September 2022 – 22. September 2022 1 Woche | 1                                                   | Robbie Williams                                     | XXV                                                 | – |
| 23. September 2022 – 29. September 2022 1 Woche | 1                                                   | Blackpink                                           | Born Pink                                           | – |
| 30. September 2022 – 6. Oktober 2022 1 Woche | 1                                                   | 5 Seconds of Summer                                 | 5SOS5                                               | – |
| 7. Oktober 2022 – 13. Oktober 2022 1 Woche | 1                                                   | Slipknot                                            | The End, So Far                                     | – |
| 14. Oktober 2022 – 20. Oktober 2022 1 Woche | 1                                                   | Paul Heaton & Jacqui Abbott                         | N.K-Pop                                             | – |
| 21. Oktober 2022 – 27. Oktober 2022 1 Woche | 1                                                   | The 1975                                            | Being Funny in a Foreign Language                   | – |
| 28. Oktober 2022 – 10. November 2022 2 Wochen (insgesamt 5) | 5                                                   | Taylor Swift                                        | Midnights                                           | – |
| 11. November 2022 – 17. November 2022 1 Woche | 1                                                   | Drake & 21 Savage                                   | Her Loss                                            | – |
| 18. November 2022 – 24. November 2022 1 Woche | 1                                                   | Louis Tomlinson                                     | Faith in the Future                                 | – |
| 25. November 2022 – 1. Dezember 2022 1 Woche | 1                                                   | Dermot Kennedy                                      | Sonder                                              | – |
| 2. Dezember 2022 – 8. Dezember 2022 1 Woche | 1                                                   | Stormzy                                             | This Is What I Mean                                 | – |
| 9. Dezember 2022 – 15. Dezember 2022 1 Woche | 1                                                   | Olly Murs                                           | Marry Me                                            | – |
| 16. Dezember 2022 – 22. Dezember 2022 1 Woche | 1                                                   | Sam Ryder                                           | There’s Nothing but Space, Man!                     | – |
| 23. Dezember 2022 – 29. Dezember 2022 1 Woche (insgesamt 5) | 5                                                   | Taylor Swift                                        | Midnights                                           | – |
| 30. Dezember 2022 – 5. Januar 2023 1 Woche (insgesamt 7) | 7                                                   | Michael Bublé                                       | Christmas                                           | – |

## Jahreshitparaden
| ← 2021 ← | Liste der Nummer-eins-Hits in den britischen Charts | Liste der Nummer-eins-Hits in den britischen Charts | Liste der Nummer-eins-Hits in den britischen Charts | 2023 →   |
| \| Singles \| Position# \| Alben \| \| ---------------------------------------------------------------------------------------------------------------------------------------------------------------- \| --------- \| ----------------------------------- \| \| As It Was Harry Styles Harry Edward Styles, Thomas Edward Percy Hull, Tyler Sam Johnson \| 1 \| Harry’s House Harry Styles \| \| Bad Habits Ed Sheeran Edward Christopher Sheeran, Johnny McDaid, Frederick John Philip Gibson \| 2 \| = Ed Sheeran \| \| Peru Fireboy DML feat. Ed Sheeran Adedamola Adefolahan, Ivory Scott IV, Edward Christopher Sheeran, Kolten Perine \| 3 \| Midnights Taylor Swift \| \| Go Cat Burns , George Morgan, Wille Tannergard \| 4 \| The Highlights The Weeknd \| \| Shivers Ed Sheeran Edward Christopher Sheeran, Steve McCutcheon, Kal Lavelle, John McDaid \| 5 \| Sour Olivia Rodrigo \| \| Running Up That Hill Kate Bush \| 6 \| Curtain Call: The Hits Eminem \| \| Heat Waves Glass Animals Dave Bayley \| 7 \| Diamonds Elton John \| \| Where Are You Now Lost Frequencies feat. Calum Scott Felix Safran De Laet, Sebastian Arman, Joacim Bo Persson, Dag Daniel Osmund Lundberg, Michael Patrick Kelly \| 8 \| 50 Years – Don’t Stop Fleetwood Mac \| \| Afraid to Feel LF System Charles B. Simmons, Joseph Banks Jefferson, Richard William Roebuck, Sean Finnigan, Conner Larkman \| 9 \| Between Us Little Mix \| \| Seventeen Going Under Sam Fender \| 10 \| ABBA Gold – Greatest Hits ABBA \| |                                                     |                                                     |                                                     |          |
| ← 2021 |                                                     |                                                     |                                                     | → 2023 → |
| Singles | Position#                                           | Alben                                               |                                                     |          |
| As It Was Harry Styles Harry Edward Styles, Thomas Edward Percy Hull, Tyler Sam Johnson | 1                                                   | Harry’s House Harry Styles                          |                                                     |          |
| Bad Habits Ed Sheeran Edward Christopher Sheeran, Johnny McDaid, Frederick John Philip Gibson | 2                                                   | = Ed Sheeran                                        |                                                     |          |
| Peru Fireboy DML feat. Ed Sheeran Adedamola Adefolahan, Ivory Scott IV, Edward Christopher Sheeran, Kolten Perine | 3                                                   | Midnights Taylor Swift                              |                                                     |          |
| Go Cat Burns , George Morgan, Wille Tannergard | 4                                                   | The Highlights The Weeknd                           |                                                     |          |
| Shivers Ed Sheeran Edward Christopher Sheeran, Steve McCutcheon, Kal Lavelle, John McDaid | 5                                                   | Sour Olivia Rodrigo                                 |                                                     |          |
| Running Up That Hill Kate Bush | 6                                                   | Curtain Call: The Hits Eminem                       |                                                     |          |
| Heat Waves Glass Animals Dave Bayley | 7                                                   | Diamonds Elton John                                 |                                                     |          |
| Where Are You Now Lost Frequencies feat. Calum Scott Felix Safran De Laet, Sebastian Arman, Joacim Bo Persson, Dag Daniel Osmund Lundberg, Michael Patrick Kelly | 8                                                   | 50 Years – Don’t Stop Fleetwood Mac                 |                                                     |          |
| Afraid to Feel LF System Charles B. Simmons, Joseph Banks Jefferson, Richard William Roebuck, Sean Finnigan, Conner Larkman | 9                                                   | Between Us Little Mix                               |                                                     |          |
| Seventeen Going Under Sam Fender | 10                                                  | ABBA Gold – Greatest Hits ABBA                      |                                                     |          |